# Мейер, Поль Андре
Поль-Андре Мейер (фр. Paul-André Meyer; 21 августа 1934 — 30 января 2003) — выдающийся французский математик, который разработал общую теорию стохастических процессов. Мейер известен тем, что построил аналог декомпозиции субмартингала в непрерывном времени, известной как декомпозиция Дуба-Мейера. Его называют отцом французской школы современной теории вероятностей. Работал в Institut de Recherche Mathématique (IRMA).
Главными направлениями его исследовательской работы в теории вероятностей были общая теория стохастических процессов, марковские процессы, стохастическое интегрирование, стохастическая дифференциальная геометрия и квантовая теория вероятностей. Его наиболее цитируемая работа написанная совместно с К.Деллашери — Probabilities and Potential B.
Известный французский математик Марк Йор (Marc Yor), вспоминает, что год за годом, начиная с 1967 года, Майер пишет обзорные статьи для Séminaire de Probabilités, а также его 3 известные курса по стохастическому интегрированию, стохастической дифференциальной геометрии и квантовой теории вероятностей.
IRMA установил ежегодную премию памяти математика Поля Андре Мейера (IRMA Paul André Meyer prize). Первая такая премия была присуждена в 2004 году .

## Избранные труды
- Мейер П.-А. Вероятность и потенциалы. Издательство Мир, Москва, 1973.
- C. Dellacherie, P.A. Meyer: Probabilities and Potential B, North-Holland, Amsterdam New York 1982.
- P.A. Meyer: « Martingales and Stochastic Integrals I,» Springer Lecture Notes in Mathematics 284, 1972.
- Brelot’s axiomatic theory of the Dirichlet problem and Hunt’s theory, Annales de l’institut Fourier, 13 no. 2 (1963), p. 357—372
- Intégrales stochastiques I, Séminaire de probabilités de Strasbourg, 1 (1967), p. 72—94
- Intégrales stochastiques II, Séminaire de probabilités de Strasbourg, 1 (1967), p. 95—117
- Intégrales stochastiques III, Séminaire de probabilités de Strasbourg, 1 (1967), p. 118—141
- Intégrales stochastiques IV, Séminaire de probabilités de Strasbourg, 1 (1967), p. 124—162
- Generation of sigma-fields by step processes, Séminaire de probabilités de Strasbourg, 10 (1976), p. 118—124
- P.A. Meyer: ' Inégalités de normes pour les integrales stochastiques, " Séminaire de Probabilités XII, Springer Lecture Notes in Math. 649, 757—762, 1978.